# HMS Prince of Wales (53)
El HMS Prince of Wales fue un acorazado clase King George V buque insignia de la Real Armada Británica, construido en los astilleros Cammell Laird de Birkenhead, Inglaterra. Estuvo involucrado en varias acciones navales clave de la Segunda Guerra Mundial, como la Batalla del Estrecho de Dinamarca contra el acorazado alemán Bismarck, operaciones de escolta de convoyes en el Mediterráneo y su último combate y hundimiento en el Océano Pacífico en 1941. 
El primer encuentro entre el Prince of Wales y los alemanes se produjo cuando aún estaba siendo acondicionado en el dique seco, pues fue objeto de un ataque aéreo que le causó desperfectos. Estuvo plenamente implicado en el combate contra los buques alemanes Bismarck y Prinz Eugen en la Batalla del Estrecho de Dinamarca, en la que consiguió dañar al primero y obligarle a tomar la nefasta decisión de volver a puerto. El Prince of Wales sufrió graves daños en este combate y tuvo que regresar al puerto de Rosyth para ser reparado. El Prince of Wales también fue el buque que transportó al primer ministro Winston Churchill a la conferencia con el presidente de los Estados Unidos Franklin D. Roosevelt de la que salió la Carta del Atlántico. 
El 25 de octubre de 1941 partió hacia Singapur para unirse a la Fuerza Z, un destacamento naval británico, y allí atracó el 2 de diciembre junto al resto de la fuerza. A las 2:11 del 10 de diciembre la Fuerza Z fue enviada a investigar las noticias sobre el desembarco de fuerzas japonesas en Kuantan. Al llegar allí se encontraron con que los informes eran falsos, y a las 11:00 de la mañana aviones bombarderos y torpederos del Imperio del Japón comenzaron un ataque sorpresa a la Fuerza Z. En una segunda oleada a las 11:30 varios torpedos hicieron blanco en el Prince of Wales en el lado de babor, destrozando el eje de la hélice externa. Un tercer ataque con torpedos se desarrolló contra el HMS Repulse, pero este consiguió evitarlos todos. Un cuarto ataque de aviones torpederos Mitsubishi G4M hundió al Repulse a las 12:33. Seis aviones de esta oleada atacaron al Prince of Wales y consiguieron tocarle con cuatro torpedos que provocaron inundaciones en el navío inglés. Finalmente, una bomba de 500 kg impactó en la plataforma de la catapulta, penetró a través de la cubierta principal y explotó, reventando el lado de babor del Prince of Wales. A las 13:15 se dio la orden de abandonar el barco y sólo cinco minutos después el acorazado británico se hundió. El almirante Tom Phillips y el capitán John Leach estaban entre las 327 víctimas del hundimiento.
El Prince of Wales y el Repulse fueron los primeros buques insignia en ser hundidos por fuerzas exclusivamente aéreas en mar abierto (aunque por aviones basados en tierra en lugar de en un portaaviones), un precedente de la reducción del papel de este tipo de buques en la futura guerra naval. El pecio del Prince of Wales se halla en la actualidad boca abajo, a 68 m de profundidad cerca de Kuantan, en el mar de la China Meridional. 
En el siglo XXI, los restos fueron saqueados repetidamente, y la evidencia mostrada al Príncipe de Gales en 2017.

## Historial de servicio
Originalmente se solicitó que fuera nombrado HMS King Edward VIII en honor al nuevo Rey, pero este, previendo los posibles problemas que habría en su reinado por su relación con Wallis Simpson consiguió que se cambiara el nombre por el de HMS Prince of Wales, séptimo navío en llevar ese nombre en la Royal Navy. La entrada en servicio de este acorazado se retrasó debido a que cuando se encontraba ultimándose la construcción en el astillero de Cammell Laird en Birkenhead, el 7 de agosto de 1940, una bomba alemana explotó cerca del navío, y abrió una brecha de 9 m en la coraza, inundando varios compartimentos y provocando una escora a babor. Este incidente, sin consecuencias, ya que los daños fueron muy livianos, sí que provocó un definitivo retraso en la puesta en servicio del buque. 
Apremiado por el Almirantazgo, que determinó que sería necesario en caso de que el Bismarck o el Tirpitz fueran desplegados y que veía como el navío llevaba ya siete meses de retrasos por el incidente de la bomba durante la batalla de Inglaterra, su construcción fue avanzada posponiendo varias pruebas y ensayos. El HMS Prince of Wales fue comisionado el 31 de marzo de 1941 sin que todavía estuviera terminado.  De hecho, en su primera misión zarpó con obreros y técnicos a bordo para proseguir con las terminaciones.

### A la caza delBismarck
Ingresó en el 2º escuadrón de batalla, con base en Scapa Flow, y todavía se trabajaba en su interior cuando en compañía del HMS Hood Partió en caza del Bismarck el 22 de mayo, sin que todavía fueran plenamente operativas dos de las tres torres de 356 mm. El 24 de mayo, a eso de las 5:30, la formación británica hizo contacto con la alemana en lo que ha venido a denominarse la Batalla del Estrecho de Dinamarca. La aproximación se hizo en forma de T inicialmente a toda velocidad por órdenes del vicealmirante Holland. El Prince of Wales iba a popa y a la izquierda del HMS Hood.

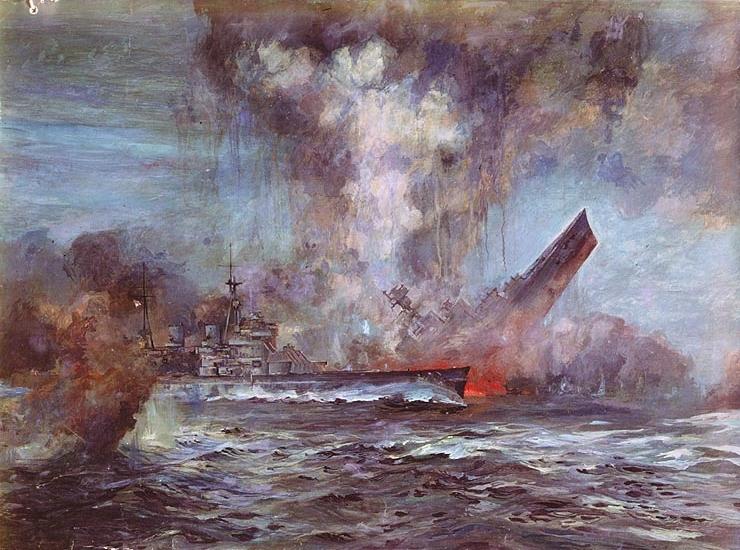
El HMS Prince of Wales pasando junto al HMS Hood en sus momentos finales.

Holland dio órdenes de disparar a la nave de cabecera asumiendo que esta era el Bismarck, cuando en realidad era el Prinz Eugen. Durante el confuso combate, algunas fuentes dicen que el HMS Prince of Wales, a pesar del problema que tenía con las torres principales, alcanzó al Bismarck con tres impactos de 356 mm, otras fuentes dicen que fueron únicamente dos los proyectiles que dieron al Bismarck, e incluso otras dicen que no fueron los obuses del HMS Prince of Wales, sino los del HMS Hood los que dieron en el acorazado alemán. Fuere la cantidad que fuere y diere quien diere, lo cierto es que el Bismarck fue alcanzado y sus averías, aunque en el momento pudieran catalogarse de ligeras, iniciaron la cadena de acontecimientos que llevaron a su destrucción, al dejar este un resto oleoso que permitía seguirlo y ver reducida su velocidad en dos nudos, circunstancias que le obligaron a dirigirse a Brest para hacer reparaciones.
El HMS Prince of Wales, por su parte, fue alcanzado en siete ocasiones, cuatro veces por el Bismarck y tres por el Prinz Eugen, aunque según las fuentes, hay quién afirma que fueron ocho los impactos encajados por el Prince of Wales, cinco de 381 mm (Bismarck) y tres de 203 mm (Prinz Eugen), sufriendo daños comparativamente leves gracias a que solo tres de los proyectiles llegaron a detonar. Tras lo cual acorazado inglés rompió el contacto y se retiró averiado: la torre A se quedó atascada sin que pudiera girar más de 5º y con su polvorín inundado; la torre Y y varios cañones de 133 mm también se quedaron atascados durante el combate, si bien, los ingleses especifican que esos daños fueron debidos a fallos de construcción y a falta de calibración y ajustes de las piezas y no al fuego alemán, reconociendo sin embargo que el Bismarck dañó el casco, inundó el polvorín de la torre A, varios compartimentos y en poco tiempo el acorazado británico tuvo en su interior 600 t de agua, adicionalmente, Un proyectil atravesó de lado a lado, sin llegar a explotar, el Cuarto de derrota, justo encima del puente de mando, matando a 14 hombres y dejando heridos a los 4 supervivientes.  El comandante Leach estuvo entre los sobrevivientes.
Prueba de la provisionalidad con que el HMS Prince Of Wales había entrado en servicio es el hecho de que 8 de sus 10 cañones principales quedaron inutilizados durante la acción por problemas mecánicos. Al finalizar esta etapa de la batalla, el Prince of Wales estaba en condición de "fuera de combate" y estaba completamente vulnerable a un ataque combinado de ambas unidades alemanas, por lo que tendió cortina de humo y se alejó del lugar. Lindemann, comandante del Bismarck instó al almirante Lutjens a acabar con el malogrado acorazado, pero este se opuso haciendo valer la directiva de Raeder que indicaba que el combate naval debía ser evitado hasta que la situación indicará lo contrario.

### Servicios distinguidos

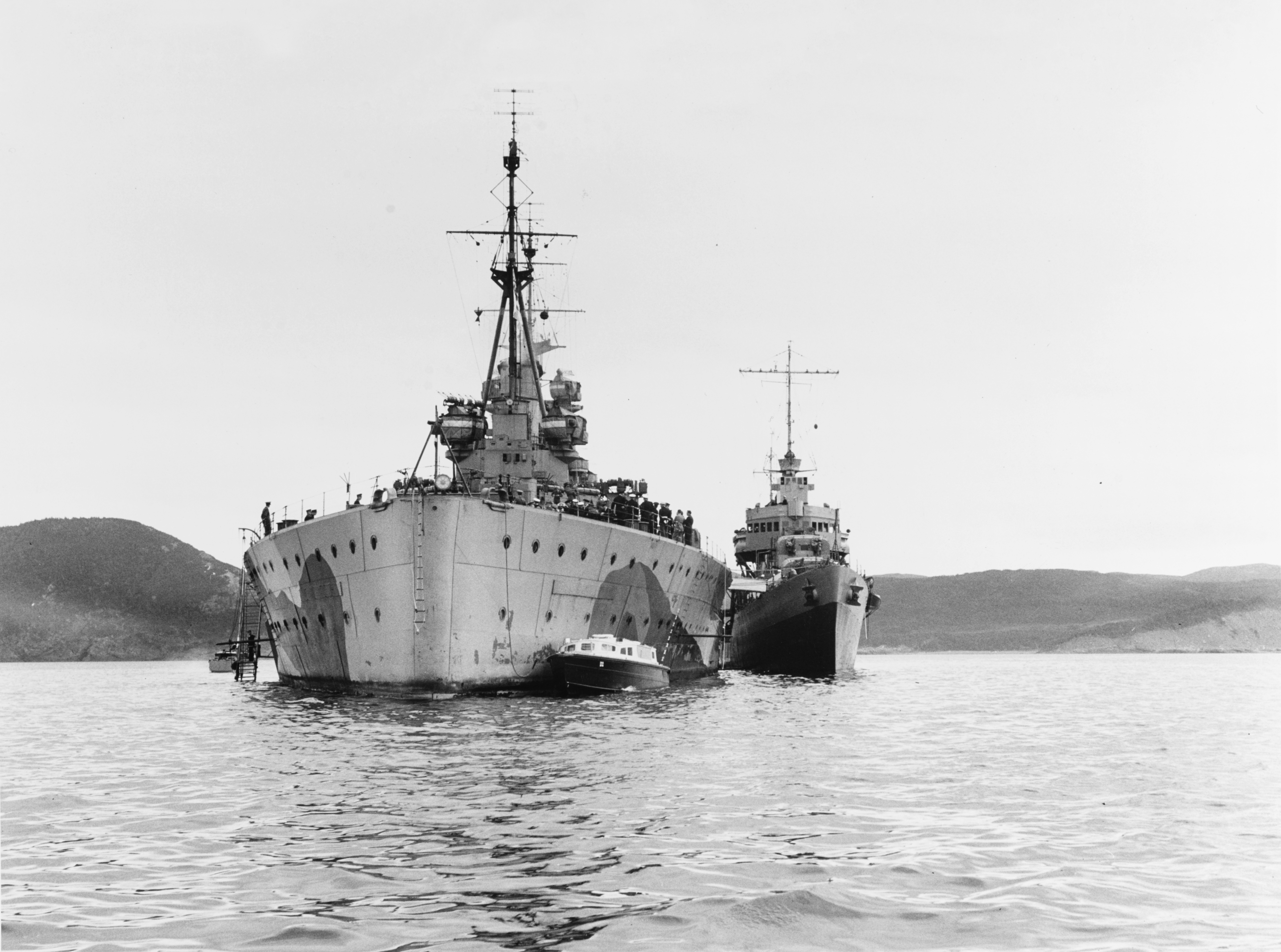
El HMS Prince of Wales en la bahía de Placentia, junto al destructor estadounidense.

Desde el 27 de mayo hasta bien entrado julio, el barco estuvo en reparaciones para reparar sus daños y solventar los fallos producidos por una construcción rápida y una entrada en servicio a destiempo. Se reintegró a la Royal Navy el 16 de julio de 1941. 

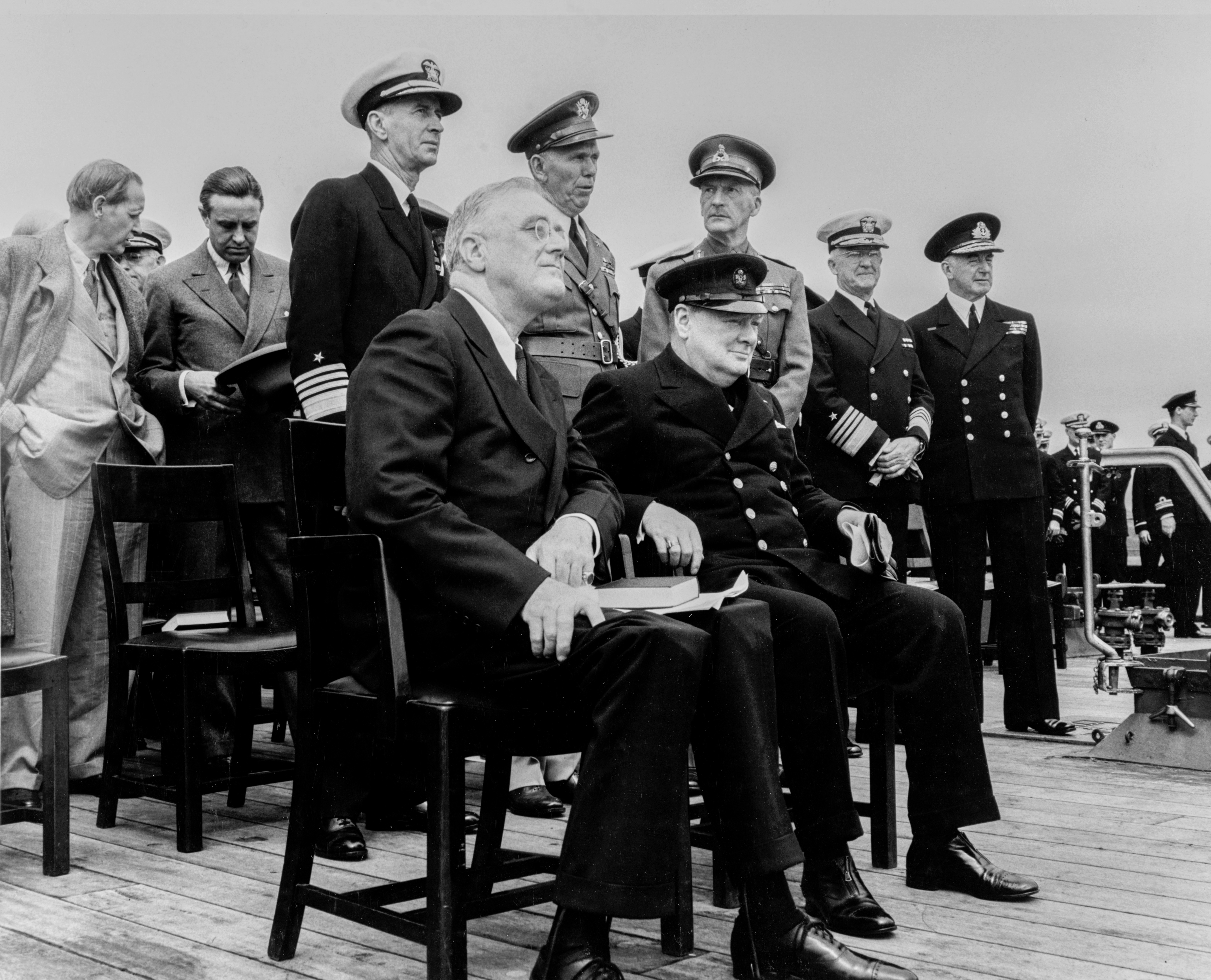
Roosevelt y Churchill durante un servicio religioso en el Prince of Wales.

En agosto transportó al primer ministro británico, Sir Winston Churchill a la Bahía de Placentia, en Terranova, Canadá, donde se encontró con el presidente de los Estados Unidos, Franklin D. Roosevelt, que le esperaba a bordo del USS Augusta, para crear el borrador de la declaración conjunta "Carta del Atlántico", hecha púbica el 14 de agosto, 5 días después. 
En septiembre fue destinado a la fuerza H, con base en Gibraltar y, en compañía del HMS Nelson, el HMS Rodney y el portaaviones HMS Ark Royal, participó en la operación Halberd (24 al 30 de septiembre), para escoltar un convoy a Malta. Durante la misión, la flota inglesa fue atacada varias veces por la aviación italiana y las piezas antiaéreas del Prince of Wales derribaron 2 aviones italianos y 1 caza británico del HMS Ark Royal.

### Hundimiento

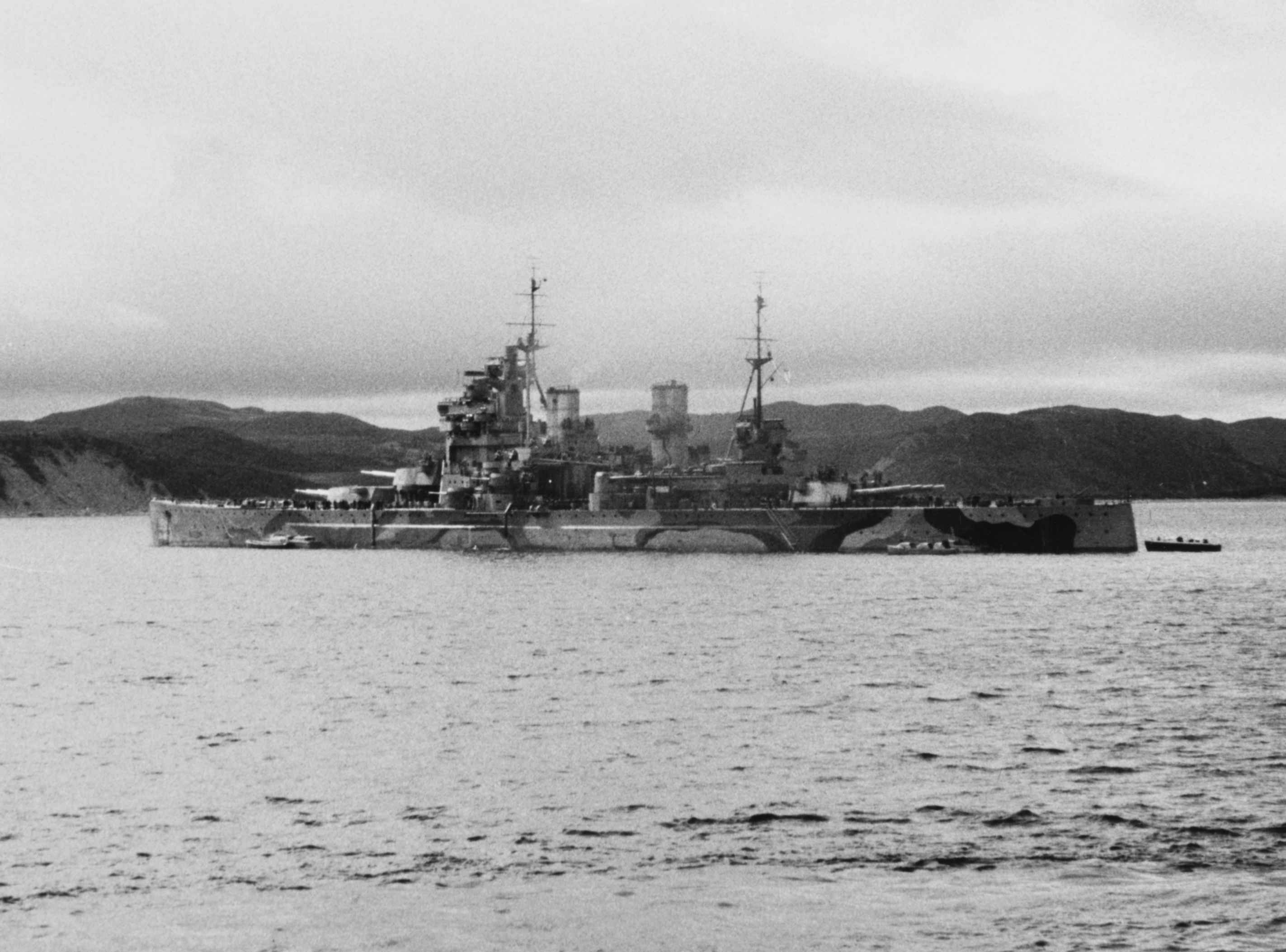
El HMS Prince of Wales en agosto de 1941.

En octubre fue destinado a la recién creada Fuerza G, en sustitución del HMS Nelson, y del HMS Rodney y de los antiguos Clase Revenge, que se encontraban averiados o en mantenimiento, pero no en condiciones operativas. Abandonó Inglaterra el 25 de octubre para jamás volver. Partió de Clyde para ir a Singapur vía Ciudad del Cabo, junto al HMS Repulse. Llegó a Colombo el 28 de noviembre y a Singapur el 2 de diciembre de 1941, sólo unos días antes del ataque a Pearl Harbor.
El día 8, la denominada Fuerza Z, partió de Singapur, acompañado de cuatro destructores (HMS Electra, HMS Express, HMS Tenedos y HMAS Vampire) para atacar a una fuerza de invasión japonesa que había sido avistada desembarcando tropas en la costa oriental malaya. No logrando avistarla y cuando se disponían a regresar a Singapur, fueron avistados por un submarino japonés no identificado en el mediodía del 9 de diciembre, que señaló su posición. 
El vicealmirante Kondo ordenó atacar a los buques británicos. A las 6:23 del 10 de diciembre de 1941, tras la partida de 2 aviones de reconocimiento, despegaron 9 bombarderos bimotores Mitsubishi G3M Nell de la 22ª Flotilla aérea con base en Saigón (Indochina Francesa), encuadrada dentro de la 2ª Flota aérea al mando del Contraalmirante Sadaichi. El almirante Phillips, comandante en jefe de la Eastern Fleet, que estaba regresando a Singapur, a bordo del HMS Prince of Wales, dio orden de cambiar de rumbo y dirigirse a la costa de Kuantan, donde según había sido informado, estaban desembarcando los tropas japonesas. 

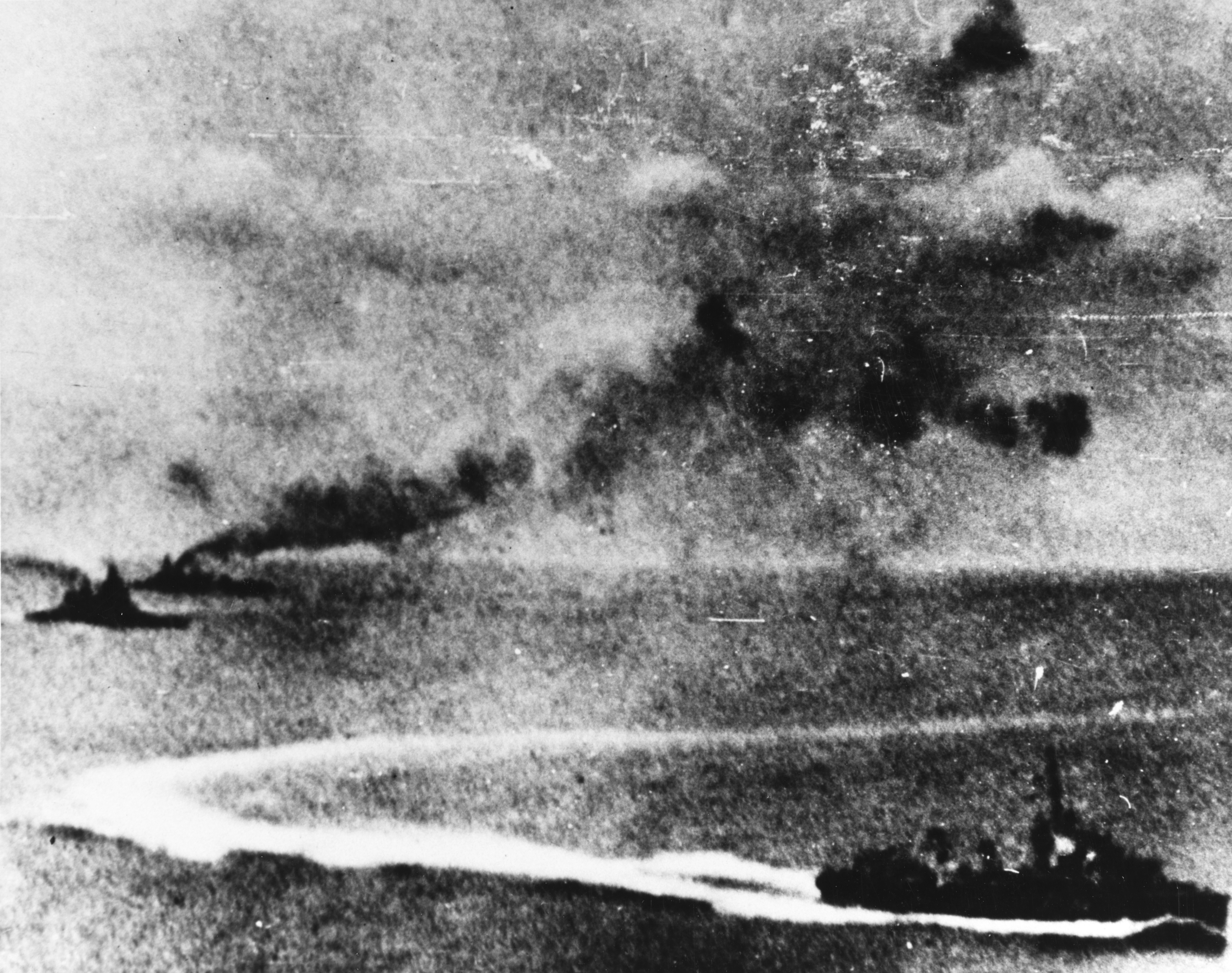
Hundimiento del HMS Prince of Wales y del Repulse.

Mientras tanto, desde Saigón, a las 7:25, despegaron otros 25 Mitsubishi G3M, seguidos a las 7:50 de 26 bombarderos Mitsubishi G4M Betty, estas dos últimas oleadas, armadas con torpedos. A las 8:30 despegaron 34 Mitsubishi G3M más armados con bombas. En total 96 aviones. A las 11:18 los bombarderos japoneses localizaron a la formación naval inglesa y procedieron a arrojar sus bombas desde 3500 metros de altura. A las 11:43 atacaron los aviones torpederos fraccionados en pequeños grupos de cuatro aviones. El HMS Prince of Wales fue alcanzado por dos torpedos a popa en la banda de babor a las 11:52. El casco sufrió una brecha de quince metros de larga y tres de ancha, el timón quedó atascado y desmontados varios puestos de artillería antiaérea. En poco tiempo el acorazado se escoró 11º y la velocidad disminuyó a 15 nudos. Estos impactos resultaron fatales, ya que dejó al buque con los sistemas de gobierno y eléctrico dañados. Los destrozos del sistema eléctrico dejaron inutilizadas todas las piezas de 133 mm salvo dos. El navío había perdido la capacidad de maniobrar. En poco tiempo se introdujeron en su interior 18 000 t de agua y una turbina había sido dañada. Sabiéndolo sin salida, los japoneses se dedicaron al crucero de batalla HMS Repulse y a las 12:38 reanudaron sus ataques sobre el HMS Prince of Wales, que encajó otros cuatro torpedos por el lado de estribor y una bomba que explotó sobre una torre de 133 mm. Fueron al menos una bomba y seis torpedos, cuatro por el lado de estribor y dos por el de babor. 
El buque, con varios incendios, quedó inmóvil y comenzó a hundirse; a las 13:33 el acorazado volcó y quedó con la quilla al sol un momento tras el cual después desapareció bajo las aguas. De los 1612 tripulantes, resultaron muertos 20 oficiales, 280 marineros y 27 infantes de marina. Un total de 327 muertos, entre los que se encontraban el almirante Tom Phillips, comandante en jefe de la Eastern Fleet, y el capitán John Leach, comandante del HMS Prince of Wales, que se hundieron con el acorazado.

## El pecio
Su pecio está invertido a unos 50 metros de profundidad, aproximadamente en la posición (03°33.6′N 104°28.7′E / 3.5600, 104.4783). Una bandera británica en una boya unida a un propulsor se renueva periódicamente. El pecio fue señalado como lugar protegido en 2001 como cementerio militar. En 1986, poco antes del 60 aniversario de su hundimiento, la campana de la nave fue localizada y en 2002 los buceadores británicos Gavin Haywood y George McClure, con la bendición del ministerio de la defensa y de la asociación de los sobrevivientes de la Fuerza Z, la rescataron. Fue restaurada y desde entonces se exhibe permanente en el museo marítimo Merseyside en Liverpool.